# ويتلي هايهتس (نيويورك)
ويتلي هايهتس (بالإنجليزية: Wheatley Heights CDP, New York)‏ هي منطقة سكنية تقع بولاية نيويورك في الولايات المتحدة. تبلغ مساحتها 3.5 كم2، وترتفع عن سطح البحر 31 م، بلغ عدد سكانها 5,130 نسمة في عام 2010 حسب إحصاء مكتب تعداد الولايات المتحدة وتصل الكثافة السكانية فيها 1,465.7 نسمة لكل كيلومتر مربع (3,796.1/ميل2).

## التركيبة السكانية
حدّد مكتب تعداد الولايات المتحدة بيانات التركيبة السكانية لويتلي هايهتس في تعداد الولايات المتحدة. في ما يلي، التركيبة السكانية حسب تعدادي 2000 و2010.

### تعداد عام 2000
بلغ عدد سكان ويتلي هايهتس 5,013 نسمة بحسب تعداد عام 2000، وبلغ عدد الأسر 1,455 أسرة وعدد العائلات 1,223 عائلة مقيمة في المنطقة السكنية. في حين سجلت الكثافة السكانية 1,432.3 نسمة لكل كيلومتر مربع (3,709.6/ميل2). وبلغ عدد الوحدات السكنية 1,494 وحدة بمتوسط كثافة قدره 426.9 لكل كيلومتر مربع (1,105.7/ميل2).
وتوزع التركيب العرقي للمنطقة السكنية بنسبة 40% من البيض و48.41% من الأمريكيين الأفارقة و0.30% من الأمريكيين الأصليين و3.41% من الأمريكيين ذوي الأصول الآسيوية و4.15% من الأعراق الأخرى و3.73% من عرقين مختلطين أو أكثر و11.67% من الهسبانيون أو اللاتينيون من أي عرق.
بلغ عدد الأسر 1,455 أسرة كانت نسبة 49.8% منها لديها أطفال تحت سن الثامنة عشر تعيش معهم، وبلغت نسبة الأزواج القاطنين مع بعضهم البعض 62.2% من أصل المجموع الكلي للأسر، ونسبة 17% من الأسر كان لديها معيلات من الإناث دون وجود شريك، بينما كانت نسبة 4.8% من الأسر لديها معيلون من الذكور دون وجود شريكة وكانت نسبة 15.9% من غير العائلات. تألفت نسبة 13% من أصل جميع الأسر من عدة أفراد يعيشون في نفس المنزل ونسبة 5.2% كانت تتألف من شخص يعيش بمفرده يبلغ من العمر 65 عاماً أو أكثر. وبلغ متوسط حجم الأسرة المعيشية 3.42، أما متوسط حجم العائلات فبلغ 3.67.
بلغ العمر الوسطي للسكان 34.9 عاماً. وكانت نسبة 29.9% من القاطنين تحت سن الثامنة عشر، وكانت نسبة 7.9% بين الثامنة عشر والرابعة والعشرين عاماً، ونسبة 29.7% كانت واقعةً في الفئة العمرية ما بين الخامسة والعشرين والرابعة والأربعين عاماً، ونسبة 23.8% كانت ما بين الخامسة والأربعين والرابعة والستين، ونسبة 7.9% كانت ضمن فئة الخامسة والستين عاماً فما فوق. يوجد لكل 100 أنثى 95.3 ذكر، ويوجد لكل 100 أنثى في الثامنة عشر من عمرها فما فوق 89.2 ذكر.
بلغ متوسط دخل الأسرة في المنطقة السكنية 75,076 دولارًا، أما متوسط دخل العائلة فبلغ 79,745 دولارًا. وكان متوسط دخل الذكور 46,444 دولارًا مقابل 34,000 دولارًا للإناث. وسجل دخل الفرد الخاص بالمنطقة السكنية 25,432 دولارًا. وكانت نسبة 3.4% من العائلات ونسبة 4.8% من السكان تحت خط الفقر، وكان من هؤلاء نسبة 8.2% تحت سن الثامنة عشر ونسبة 8.3% في الخامسة والستين من العمر وما فوق.

### تعداد عام 2010
بلغ عدد سكان ويتلي هايهتس 5,130 نسمة بحسب تعداد عام 2010، وبلغ عدد الأسر 1,480 أسرة وعدد العائلات 1,179 عائلة مقيمة في المنطقة السكنية. في حين سجلت الكثافة السكانية 1,465.7 نسمة لكل كيلومتر مربع (3,796.1/ميل2). وبلغ عدد الوحدات السكنية 1,517 وحدة بمتوسط كثافة قدره 433.4 لكل كيلومتر مربع (1,122.5/ميل2).
وتوزع التركيب العرقي للمنطقة السكنية بنسبة 30.31% من البيض و54.64% من الأمريكيين الأفارقة و0.51% من الأمريكيين الأصليين و5.56% من الأمريكيين ذوي الأصول الآسيوية و4.76% من الأعراق الأخرى و4.23% من عرقين مختلطين أو أكثر و13.49% من الهسبانيون أو اللاتينيون من أي عرق.
بلغ عدد الأسر 1,480 أسرة كانت نسبة 47.3% منها لديها أطفال تحت سن الثامنة عشر تعيش معهم، وبلغت نسبة الأزواج القاطنين مع بعضهم البعض 56.4% من أصل المجموع الكلي للأسر، ونسبة 17.9% من الأسر كان لديها معيلات من الإناث دون وجود شريك، بينما كانت نسبة 5.4% من الأسر لديها معيلون من الذكور دون وجود شريكة وكانت نسبة 20.3% من غير العائلات. تألفت نسبة 17.6% من أصل جميع الأسر من عدة أفراد يعيشون في نفس المنزل ونسبة 7.2% كانت تتألف من شخص يعيش بمفرده يبلغ من العمر 65 عاماً أو أكثر. وبلغ متوسط حجم الأسرة المعيشية 3.43، أما متوسط حجم العائلات فبلغ 3.83.
بلغ العمر الوسطي للسكان 37.2 عاماً. وكانت نسبة 27.8% من القاطنين تحت سن الثامنة عشر، وكانت نسبة 10.2% بين الثامنة عشر والرابعة والعشرين عاماً، ونسبة 23.9% كانت واقعةً في الفئة العمرية ما بين الخامسة والعشرين والرابعة والأربعين عاماً، ونسبة 28% كانت ما بين الخامسة والأربعين والرابعة والستين، ونسبة 10.2% كانت ضمن فئة الخامسة والستين عاماً فما فوق. وتوزع التركيب الجنسي للسكان بنسبة 47.8% ذكور و52.2% إناث.